# Przenośny sygnalizator skażeń chemicznych AP2C
Przenośny sygnalizator skażeń chemicznych AP2C – przyrząd rozpoznania bojowych środków trujących używany w Wojsku Polskim.

## Charakterystyka przyrządu
Przenośny sygnalizator skażeń chemicznych AP2C  służy do wykrywania skażeń powietrza parami i aerozolami, ciekłych skażeń powierzchniowych wywołanych fosforoorganicznymi BŚT typu soman, sarin i VX oraz parzącymi BŚT typu iperyt siarkowy. Podstawą działania przyrządu jest emisyjna metoda spektrofotometryczna, ze spalaniem badanej próbki powietrza w redukującym płomieniu palnika wodorowego. W zestawie przyrządu znajduje się przystawka S4PE do określania stopnia skażenia powierzchni ciekłymi BST. Przystawka wyposażona jest w uchwyt, w którego podgrzewanej głowicy mocowany jest próbnik z elastyczną końcówką. Na końcówkę zbiera się ciekłe skażenia z powierzchni ok. 1 dm², wstawia próbnik do „fajki", włącza podgrzewanie głowicy próbnika i uruchamia przyrząd. Odparowujące BST są zasysane do wnętrza przyrządu i analizowane; wynik wyświetlany jest na pulpicie odczytowym automatycznie.

## Skład i dane taktyczno-techniczne
Poza przyrządem AP2C w skład zestawu polowego wchodzą: 
- zapasowy pojemnik z wodorem
- zapasowa bateria zasilająca
- adapter zasilania zewnętrznego
- sygnalizator dźwiękowy
- przystawka S4PE do skażeń ciekłych[a]

| Dane taktyczno-techniczne                                             | Dane taktyczno-techniczne |
| --------------------------------------------------------------------- | ------------------------- |
| Czas wykrycia środka trującego przy stężeniu granicznym               | 2 – 2,5 sek               |
| Czas wykrycia środka trującego przy stężeniach wyższych               | 1 sek                     |
| Powrót do normalnej czułości po detekcji somanu o stężeniu 0,25 mg/m³ | ~ 15 sek                  |
| Masa przyrządu                                                        | 2 kg                      |
| Masa całego zestawu polowego                                          | 6 kg                      |